# Sergej Jakirović
Sergej Jakirović (ur. 23 grudnia 1976 w Mostarze) – bośniacki trener piłkarski i piłkarz występujący na pozycji środkowego obrońcy lub defensywnego pomocnika. Były reprezentant Bośni i Hercegowiny. Były trener Dinamo Zagrzeb.
Posiada również obywatelstwo chorwackie.

## Sukcesy piłkarskie

### Klubowe
CSKA Sofia
- Zdobywca Pucharu Bułgarii: 2005/2006
- Zdobywca Superpucharu Bułgarii: 2006